# Мија Фароу
Мија Фароу (енгл. Mia Farrow) је америчка глумица, хуманитарни активиста, рођена 9. фебруара 1945. у Лос Анђелесу. Њена најпознатија улога је у филму Розмарина беба из 1968. године који је режирао Роман Полански.